# Principes cosmologiques
 (mai 2016).
Si vous disposez d'ouvrages ou d'articles de référence ou si vous connaissez des sites web de qualité traitant du thème abordé ici, merci de compléter l'article en donnant les références utiles à sa vérifiabilité et en les liant à la section « Notes et références ».
 (octobre 2021).
La mise en forme du texte ne suit pas les recommandations de Wikipédia : il faut le « wikifier ».
Les points d'amélioration suivants sont les cas les plus fréquents. Le détail des points à revoir est peut-être précisé sur la page de discussion.
- Les titres sont pré-formatés par le logiciel. Ils ne sont ni en capitales, ni en gras.
- Le texte ne doit pas être écrit en capitales (les noms de famille non plus), ni en gras, ni en italique, ni en « petit »…
- Le gras n'est utilisé que pour surligner le titre de l'article dans l'introduction, une seule fois.
- L'italique est rarement utilisé : mots en langue étrangère, titres d'œuvres, noms de bateaux, etc.
- Les citations ne sont pas en italique mais en corps de texte normal. Elles sont entourées par des guillemets français : « et ».
- Les listes à puces sont à éviter, des paragraphes rédigés étant largement préférés. Les tableaux sont à réserver à la présentation de données structurées (résultats, etc.).
- Les appels de note de bas de page (petits chiffres en exposant, introduits par l'outil «  Source ») sont à placer entre la fin de phrase et le point final[comme ça].
- Les liens internes (vers d'autres articles de Wikipédia) sont à choisir avec parcimonie. Créez des liens vers des articles approfondissant le sujet. Les termes génériques sans rapport avec le sujet sont à éviter, ainsi que les répétitions de liens vers un même terme.
- Les liens externes sont à placer uniquement dans une section « Liens externes », à la fin de l'article. Ces liens sont à choisir avec parcimonie suivant les règles définies. Si un lien sert de source à l'article, son insertion dans le texte est à faire par les notes de bas de page.
- La présentation des références doit suivre les conventions bibliographiques. Il est recommandé d'utiliser les modèles {{Ouvrage}}, {{Chapitre}}, {{Article}}, {{Lien web}} et/ou {{Bibliographie}}. Le mode d'édition visuel peut mettre en forme automatiquement les références.
- Insérer une infobox (cadre d'informations à droite) n'est pas obligatoire pour parachever la mise en page.

Pour une aide détaillée, merci de consulter Aide:Wikification.
Si vous pensez que ces points ont été résolus, vous pouvez retirer ce bandeau et améliorer la mise en forme d'un autre article.
La cosmologie ne peut s'envisager qu'en faisant des hypothèses simplificatrices que l'on appelle des « principes cosmologiques ». Sans cet artifice, il faudrait connaître, notamment, les vitesses et les positions de toutes les particules de l'Univers pour établir un modèle cosmologique, ce qui est, dans les années 2020, hors de portée de la science.
Au XXIe siècle, on distingue quatre grands principes :
1. Le principe cosmologique d'homogénéité et d'isotropie ;
2. Le principe cosmologique parfait (ou d'équivalence temporelle) ;
3. Le principe cosmologique global ;
4. Le principe cosmologique de l'Univers fractal.

## Principe cosmologique d'homogénéité et d'isotropie
Le principe cosmologique d'Einstein, est le principe en vertu duquel l'Univers est homogène et isotrope à grande échelle.
L'éponyme du principe est Albert Einstein (1879-1955) qui l'a proposé en 1917 avec la constante cosmologique,.
Le principe cosmologique d'homogénéité et d'isotropie est, dans les années 2020, l'hypothèse généralement considérée comme vérifiée selon laquelle l'Univers est spatialement homogène, c'est-à-dire que son apparence générale ne dépend pas de la position de l'observateur. Il a pour conséquence que l'Homme n'occupe pas de position privilégiée dans l'Univers, en opposition avec la théorie géocentrique et en accord avec le principe copernicien. En pratique, le principe cosmologique présuppose aussi que l'Univers est isotrope, c'est-à-dire que son aspect ne dépend pas de la direction dans laquelle on l'observe (par exemple son taux d'expansion ne dépend pas de la direction).
Le principe cosmologique a été implicitement formulé par Albert Einstein en 1917 alors qu'il cherchait des solutions aux équations de la relativité générale décrivant l'Univers dans son ensemble. Ces équations étant extrêmement complexes, elles n'admettent en général pas de solutions simples. Il reste cependant possible de les résoudre si l'on suppose que l'espace possède un nombre suffisant de symétries, comme dans le cas du principe cosmologique. Il a ensuite été formulé de façon plus explicite par Edward Milne au début des années 1930.
Le principe cosmologique n'était pas, à l'époque où il a été introduit par Einstein, étayé par des observations robustes car aucun objet situé en dehors de la Voie lactée n'avait été identifié comme tel. Il a été conforté par les observations à mesure que celles-ci ont permis de vérifier que l'Univers observable était effectivement homogène et isotrope sur des distances de plus en plus grandes (dans les années 2020, plusieurs dizaines de milliards d'années-lumière pour l'ensemble de l'Univers observable).
Tout modèle cosmologique prétendant décrire l'Univers doit reposer sur le principe cosmologique, ou en tout cas expliquer pourquoi l'Univers observable le respecte. Dans les années 2020, le principe cosmologique est un des trois principes sur lesquels sont basés les modèles standards de la cosmologie relativiste. Les deux autres sont l'hypothèse de Weyl et la relativité générale.

### Conséquences
Le principe cosmologique est bien vérifié par les observations. La preuve la plus évidente en ce sens est l'isotropie quasi parfaite du fond diffus cosmologique. En revanche, il n'est pas évident a priori que l'Univers respecte le principe cosmologique : si l'Univers n'était pas parfaitement homogène et isotrope dans le passé, l'effet de la gravité aurait eu tendance à amplifier les inhomogénéités déjà existantes par un mécanisme connu sous le nom d'instabilité de Jeans. La justification du principe cosmologique s'est ainsi heurtée pendant longtemps à la nécessité d'imaginer un état initialement suffisamment homogène pour l'Univers primordial, hypothèse généralement considérée comme peu cosmétique et non justifiée ; c'est le problème de l'horizon. Tout modèle cosmologique sérieux se doit d'apporter une explication au problème de l'horizon, en général en proposant un processus physique expliquant comment l'Univers, ou en tout cas la partie accessible à nos observations, a pu passer d'un état initialement désordonné à un état homogène et isotrope. L'inflation cosmique a été le premier modèle à proposer une telle explication réaliste, qui demeure à ce jour la plus convaincante.

### Remise en cause récente
Les découvertes en janvier 2013 du groupe de quasars Huge-LQG, puis en 2016 du Grand Mur d'Hercule-Couronne boréale (Her-CrB GW) pourraient remettre en cause l'hypothèse de travail qu'est le principe cosmologique.

## Principe cosmologique parfait
Forts du succès du principe cosmologique d'homogénéité et d'isotropie, des chercheurs comme Fred Hoyle, Thomas Gold et Hermann Bondi ont proposé à la fin des années 1950 une version plus forte du principe cosmologique, le principe cosmologique parfait, dans lequel l'Univers est identique à lui-même non seulement par translation dans l'espace, mais aussi par translation dans le temps. L'Univers étant par ailleurs en expansion, le moyen de concilier ces deux hypothèses est de supposer un processus de création continue de matière pour compenser la dilution due à l'expansion : c'est la théorie de l'état stationnaire. Ce modèle, un temps en concurrence avec celui du Big Bang (ce dernier reposant sur le principe cosmologique d'homogénéité et d'isotropie), a été abandonné depuis plusieurs décennies en raison de son incapacité à rendre compte de l'ensemble des observations cosmologiques et en particulier de l'existence du fond diffus cosmologique.

## Principe cosmologique global
Ce troisième principe exige que, non seulement l'Univers reste identique à lui-même par translation dans l'espace et dans le temps, mais aussi que la géométrie de l'espace-temps, y compris la distance moyenne entre deux galaxies restent globalement constante. Il surpasse donc le principe cosmologique parfait. Il est utilisé par C. Johan Masreliez pour le « modèle du cosmos à expansion d'échelle » ou E.S.T. pour Expanding spacetime theory ou encore S.E.C. acronyme de Scale Expanding Cosmos en anglais.

## Principe cosmologique de l'Univers fractal
La preuve que l'Univers est homogène s'avère relativement difficile à établir, car les observations ne permettent de sonder avec précision que l'Univers proche. L'observation de régions plus éloignées révèle des objets célestes parfois différents, puisque les biais observationnels (voir biais de Malmquist) révèlent préférentiellement des objets plus rares et plus lumineux que ceux de l'Univers proche. Quelques rares chercheurs ont de ce fait été amenés à proposer des modèles cosmologiques fondés sur une répartition inhomogène de la matière, parfois suivant une loi fractale. De tels modèles ont été proposés par l'astronome franco-américain Gérard de Vaucouleurs au début des années 1970, mais abandonnés depuis. Dans ce contexte, le principe cosmologique énonce qu'un observateur est en moyenne situé à une certaine distance d'une surdensité de taille donnée, une distance plus grande d'une surdensité plus grande, et ainsi de suite[pas clair].